# استان گوانتانامو
استان گوانتانامو (به اسپانیایی: Guantánamo Province) یکی از استان‌های کوبا است.

## خصوصیات
استان گوانتانامو ۶٬۱۶۴٫۴۷ کیلومترمربع مساحت و ۵۱۰٬۸۶۳ نفر جمعیت دارد.